# Гартман, Борис Егорович
Борис Егорович (Георгиевич) Гартман (1878—1950) — генерал-майор Свиты Е. И. В.

## Биография
Родился 6 (18) июня 1878 года; сын заведующего архивом Государственного совета, действительного статского советника (позже — тайного советника) Егора Фомича Гартмана и Ольги Антоновны фон-дер-Остен-Сакен.
В 1889 году был зачислен в Пажеский корпус, который окончил в 1898 году и был выпущен корнетом в лейб-гвардии Конный полк.
- 1900 — Участвовал в Китайском походе.
- 1904—1905 — Участвовал в русско-японской войне, был ранен.
- 1908 — Окончил курс Николаевской академии Генерального штаба, но по собственному желанию был отчислен в строй лейб-гвардии Конного полка.
- 1914 — В чине полковника командовал лейб-гвардии Конным полком во время Восточно-Прусской операции, был ранен в сражении при Каушене.

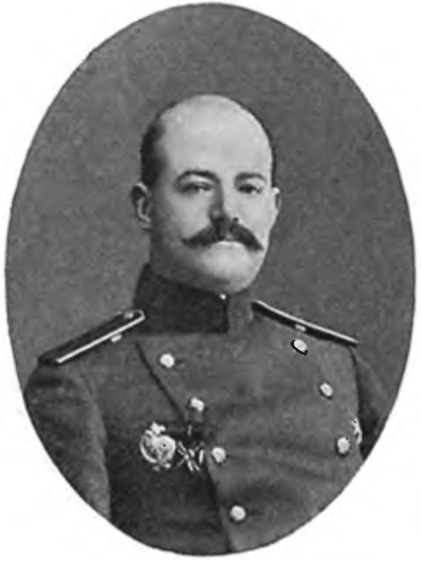
Б. Е. Гартман в 1914 году

- 1914 — Орден св. Георгия IV класса («За отличия в боях в Восточной Пруссии»).
- 1915 — Генерал-майор и командир лейб-гвардии Конного полка.
- Март 1917 — Начальник Курдистанского отряда в отдельном кавалерийском корпусе, действовавшем в Персии.
- 1918 — Присоединился к Добровольческой армии, где командовал сводным отрядом из полков Туземной («Дикой») Кавказской дивизии.
- 1919—1924 — Представитель ВСЮР в Великобритании.
- 1924 — Переехал с семьей в Бельгию и был назначен начальником 5-го отдела РОВС.

Фактически возглавлял русскую колонию в Брюсселе и до конца своей жизни помогал начальнику РОВСа генералу Архангельскому и редактору журнала «Часовой».
Скончался 29 апреля 1950 г. после тяжёлой операции в Ментоне. Похоронен на русском кладбище Кокад в Ницце.

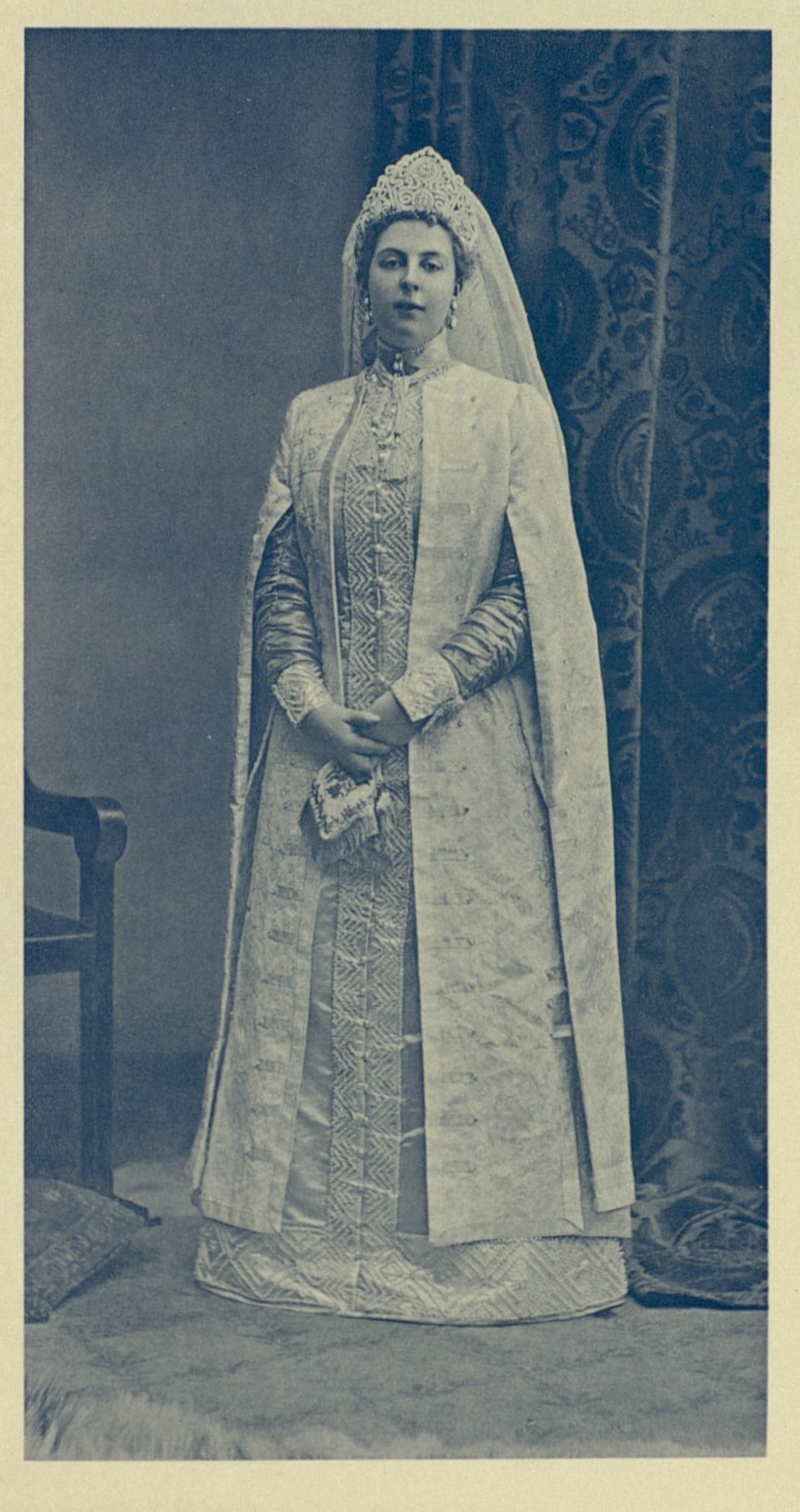
кн. М. К. Белосельская-Белозерская на костюмированном балу 1903 года

## Семья
Был женат дважды. С 30.08.1906 — на княжне Марии Константиновне Белосельской-Белозерской (1883—1931), дочери князя Константина Эсперовича Белосельского-Белозерского; сыновья — Михаил (1907—?), Георгий (1909—?). Вторая жена — Елизавета Семёновна Лямина (1896—1975); после смерти мужа жила в Сан-Франциско.